# Ewald George von Lettow
Ewald George von Lettow (* 1698; † Januar 1777 auf Klentzin) war ein preußischer Oberst und Chef des gleichnamigen Garnisonsregiments.

## Leben
Seine Eltern waren der preußische Landrat Klaus Heinrich von Lettow († 1742), Erbherr von Dammen und Klentzin, und dessen Ehefrau Barbara Hedwig (* 28. März 1673; † 25. März 1718), eine geborene von Hindenburg und Witwe von Adam Heinrich von Blumenthal (1654–1693). Ein Sohn aus ihrer ersten Ehe und damit sein Stiefbruder war der spätere Minister Adam Ludwig von Blumenthal.
Lettow trat 1718 in preußische Dienste und kämpfte im Ersten und Zweiten Schlesischen Krieg. Er wurde 1745 Major im Infanterieregiment „von Hessen-Darmstadt“. Während des Siebenjährigen Krieges wurde er 1756 Oberstleutnant sowie im Februar 1757 Oberst und Regimentskommandeur. Er kämpfte bei Reichenberg, Prag und Kunersdorf, wo er jeweils verwundet wurde. Im Gefecht von Maxen geriet er mit dem Regiment in österreichische Kriegsgefangenschaft. Lettow wurde zwar 1760 ausgetauscht, war aber nicht mehr felddiensttauglich und wurde daher Chef des Garnisonsregiments „von Jungkenn“. 1763 erhielt er seinen Abschied mit einer Pension.
Lettow zog sich auf sein Gut Klentzin zurück, wo er im Januar 1777 starb. Er war verheiratet. Seinem einzigen Sohn, dem Hauptmann Nikolaus Heinrich von Lettow, übertrug er noch zu Lebzeiten 1773 sein Gut Klentzin.